# Gatineau Olympiques
Gatineau Olympiques (fr. Olympiques de Gatineau) – juniorska drużyna hokejowa grająca w LHJMQ w konferencji zachodniej. Drużyna ma swoją siedzibę w Gatineau w Kanadzie.
W przeszłości klub działał jako Hull Olympiques. 
- Rok założenia: 1973–1974
- Barwy: czarno-purpurowo-żółto-pomarańczowe
- Trener: Benoit Groulx
- Manager: André Chaput
- Hala: Robert Guertin Arena

## Osiągnięcia
- Coupe du Président: 1986, 1988, 1995, 1997, 2003, 2004, 2008
- Memorial Cup: 1997
- Trophée Jean Rougeau: 1986, 1988, 1997, 2004